# Pokolenie Y

Oś czasu pokoleń w świecie zachodnim

Pokolenie Y (ang. Generation Y), in. milenialsi (ang. Millennials) – kohorta demograficzna następująca po pokoleniu X). Nazywane jest również „pokoleniem Milenium”, „następną generacją”, a także „pokoleniem cyfrowym”. Po raz pierwszy nazwa ta pojawiła się w 1993 w tygodniku „Advertising Age”. Datowanie ludzi z pokolenia Y nie jest ścisłe, jednak według większości źródeł, pokolenie Y to osoby urodzone między 1980 a 1994, i dzieli się je na młodszych (osoby urodzone do około połowy lat 90) i starszych (osoby urodzone między 1980 a 1989).
Pracownicy z pokolenia X i Y nazywani są niekiedy pokoleniem C – od przymiotnika connected (ang. „połączony”), jako osoby stale podpięte do internetu i wykorzystujące codziennie media społecznościowe do komunikacji prywatnej i zawodowej.

## Rozbieżności definicyjne
- William Strauss i Neil Howe, twórcy teorii pokoleń, przyjmują daty 1982–2004[9]. Ale później autorzy w swojej pracy przyznali, że granice są rozmyte i że nie można przewidzieć tempa ich rozwoju[10].
- Międzynarodowe Centrum Badań McCrindle Research definiuje pokolenie Y jako urodzone w latach 1980-1994.[11]
- Amerykański profesor psychologii na Uniwersytecie Stanowym w San Diego, Gene M. Twenge, podkreśla milenialsów jako urodzonych w latach 1980-1994.[12]
- Według socjologa Witolda Września z Uniwersytetu Adama Mickiewicza w Poznaniu pokolenie Y to w Polsce pokolenie ludzi urodzonych od 1984 do 1997 roku[13].
- W 2014 roku przedsiębiorstwo Dale Carnegie Training i RSU Research ustaliły, że pokolenie Y obejmuje osoby urodzone w latach 1980–1996[14].
- W amerykańskim programie telewizyjnym Survivor, w 33 sezonie pod tytułem „Millennials vs. Gen X”, skład milenialsów obejmował osoby urodzone w latach 1984–1997[15].
- Według amerykańskiej agencji rządowej United States Census Bureau, pokolenie Y obejmuje ludzi urodzonych w latach 1982–2000[16].
- Według autorów książki Pokolenia – co się zmienia? pokolenie Y w Polsce to ludzie urodzeni w latach 1980–1989[17].

## Stereotypy przypisywane przedstawicielom pokolenia Y

### Cechy charakterystyczne
Istnienie różnic pomiędzy pokoleniem Y a innymi pokoleniami ma charakter anegdotyczny, różnice te nie zostały potwierdzone w badaniach naukowych.
- Aktywnie i w każdej dziedzinie życia korzystają z technologii i mediów cyfrowych.
- Żyją w „globalnej wiosce”, dzięki dostępowi do Internetu mają znajomości na całym świecie.
- Cechuje ich duża pewność siebie[21].
- Często dłużej mieszkają razem z rodzicami, opóźniając przejście w dorosłość[22].
- Ważniejsze stają się dla nich jakość życia i doświadczenia życiowe niż posiadanie[23].
- Nie pamiętają czasów tzw. zimnej wojny pomiędzy USA i ZSRR oraz komunizmu w krajach Europy Środkowo-Wschodniej[24] (w Polsce ludzie pokolenia Y nie pamiętają czasów PRL).
- Wychowali się w realiach wolnego rynku.
- Według badań przeprowadzonych w University of New Hampshire cechują ich: wysokie mniemanie o swoich umiejętnościach, przekonanie o własnej wyjątkowości, nadmierne oczekiwania oraz silna awersja wobec krytyki[25].
- W Stanach Zjednoczonych ok. 40% milenialsów ma tatuaż[26].

### Pokolenie Y w pracy
- Chcą pracować, ale nie całe życie – myślą o przyszłości na emeryturze[3], planują długoterminowo, chętnie zakładają własny biznes[potrzebny przypis].
- Nie jest dla nich istotna stabilna praca na dłuższy czas[3][23], często uważani są za nielojalnych pracowników[3].
- Sporą uwagę przywiązują do życia prywatnego, oczekując dużej swobody i elastycznego czasu pracy[3]. Mają duży apetyt na życie i nie chcą się ograniczać – praca nie może ich ograniczać.
- Przełożonych traktują jak równych sobie pracowników, ale z szerszymi kompetencjami[3][27].
- Oczekują od pracodawcy wyznaczania celów i kontroli[23], prowadzenia „za rękę”[27].
- Są świetnie przygotowani do pracy w realiach wolnego rynku i globalizacji[23][27].
- Dobrze rozwiązują częste problemy, ale słabiej radzą sobie z niestandardowymi[27].

### Zagrożenia i kontrowersje
- Technologia cyfrowa, z której tak aktywnie korzystają, pozostawia im mało czasu na myślenie autonomiczne i wyrobienie sobie własnych poglądów, jednocześnie zaś umożliwia im sprawdzanie wiedzy w różnych źródłach.
- Dochodzi do stopniowej alienacji pokoleniowej – nie kontaktują się niemal wcale z przedstawicielami poprzednich pokoleń (nie licząc rodziców).
- Nie szukają autorytetów, żyjąc w przekonaniu, że „wszystko jest w ich rękach[28]” i nikt nie może im nic narzucić.
- Nauczeni biegłego posługiwania się klawiaturą, zapominają, jak się pisze ręcznie[27].
- Często są zbyt pewni siebie i niecierpliwi, muszą się dopiero uczyć odpowiedzialności za swoje czyny[27][23].